# Renduo
Renduo (kinesiska: 仁多, 仁多乡) är en socken i Kina. Den ligger i den autonoma regionen Tibet, i den sydvästra delen av landet, omkring 750 kilometer väster om regionhuvudstaden Lhasa. Antalet invånare är 1 987. Befolkningen består av 983 kvinnor och 1 004 män. Barn under 15 år utgör 35 %, vuxna 15-64 år 61 %, och äldre över 65 år 3,0 %. Renduo ligger vid sjön Rinqin Xubco.
Genomsnittlig årsnederbörd är 425 millimeter. Den regnigaste månaden är juli, med i genomsnitt 94 mm nederbörd, och den torraste är december, med 6 mm nederbörd.